# Physiologie masculine
 (février 2017).

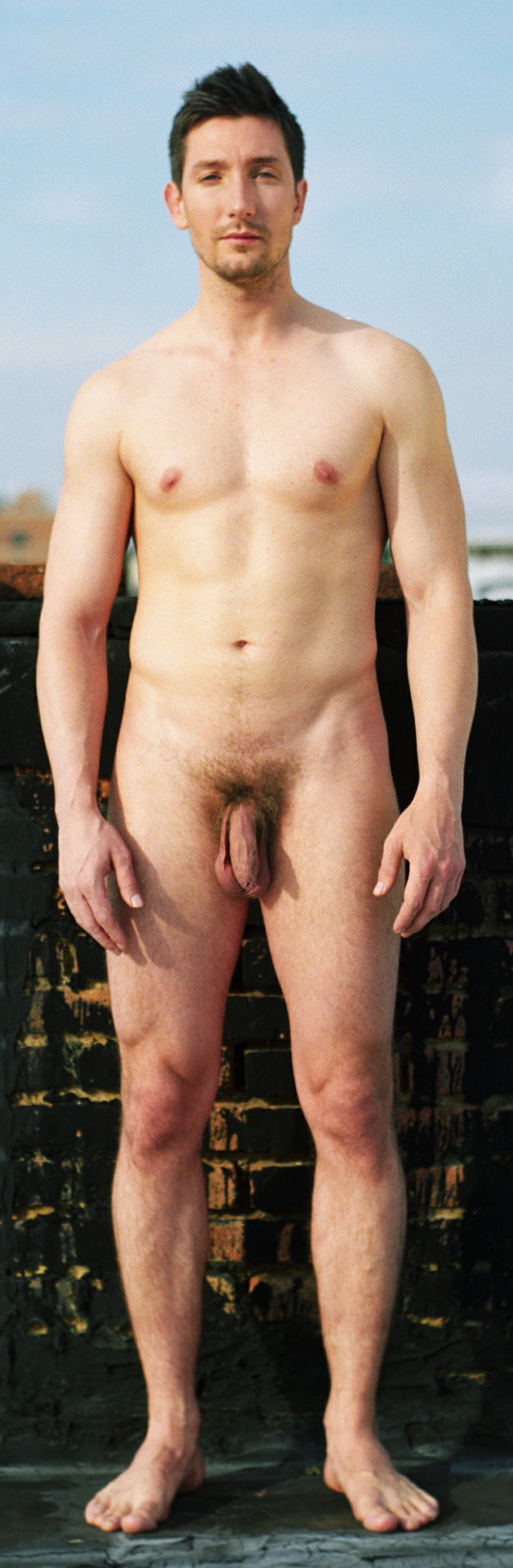
Humain mâle

Cet article, est un sous article, concernant l'homme, entendu comme, individu de sexe masculin et d'espèce humaine, par opposition à la femme (individu de sexe féminin). Ici, il est question du corps masculin.

## Avant propos
Selon les sciences biologiques, l'homme est le mâle de l'espèce humaine et possède une paire de chromosomes sexuels XY, alors que la femme, femelle du même groupe humain, possède une paire de chromosomes sexuels XX. 
Si certaines différences biologiques entre hommes et femmes sont indéniables et dichotomiques (comme les chromosomes sexuels, ou la constitution de l'appareil génital), d'autres différences sont d'ordre purement statistique.
Chaque individu d'une espèce voit sa constitution basée sur un tronc commun, auquel s'ajoute sa spécificité sexuelle.
Ce tronc commun est, pour les deux sexes, un nombre identique d'organes dont la fonction est commune : peau, cœur, intestins, foie, cerveau, nombre d'os, de muscles, présence des mêmes hormones mais en quantité différente, etc., le tout en conformité avec son espèce, son genre (NB : la notion de race est ici caduque puisque tout individu d'une même espèce possède exactement le même nombre d'organes pour répondre à la fonction de son genre).

## Physiologie
La science qui se charge de l'étude du corps se nomme la physiologie. Le physiologie vient du grec φύση (phusè), la nature, et λόγος (logos), l'étude, la science et  étudie donc le fonctionnement mécanique, physique et biochimique des organismes vivants, animaux ou végétaux, de leurs organes et de leurs organisations, de leurs structures et de leurs tissus. La physiologie étudie également les interactions d'un organisme et de son environnement. Dans l'ensemble des disciplines biologiques, en définissant schématiquement des niveaux d'organisation, la physiologie est une discipline voisine de l'histologie et de l'anatomie.
La physiologie regroupe les processus qu'elle étudie en grandes fonctions qui sont : 
- les fonctions de nutrition,
- la fonction de reproduction,
- les fonctions de relation : la locomotion et les fonctions sensorielles

La physiologie comporte plusieurs subdivisions regroupées en divers articles.

## Andrologie
L'andrologie  (du grec andros, homme) est la spécialisation médicale qui s'occupe de la santé masculine, en particulier pour les problèmes de l'appareil reproducteur masculin et les problèmes urologiques particuliers aux individus mâles. 
Il y a une plus grande susceptibilité aux cardiopathies que chez la femme, et les hommes ont tendance à vivre un peu moins longtemps. Cependant, les hommes résistent mieux à bien des conditions qui atteignent plus les femmes, telle l'ostéoporose.
Les procédures médicales et chirurgicales spécifiques aux mâles comprennent la vasectomie et la vasovasostomie (l'une des procédures d'inversion de la vasectomie) mais aussi des interventions en rapport avec divers problèmes génito-urinaires masculins.
L'anatomie humaine est la description de la structure du corps humain, de ses organes et de leur position (anatomie topographique).

## Anatomie
Les appareils génitaux diffèrent notablement, comme pour les autres espèces vivantes. L'appareil génital masculin se nomme le pénis Des différences sexuelles secondaires apparaissent après la puberté, comme les poils (en nombre causé par les androgènes) et l'accroissement de l'organe reproducteur.
Les hommes et les femmes ont normalement des productions hormonales différenciées et les hormones typiques de l'homme sont les androgènes parmi lesquels la testostérone pour la reproduction des spermatozoïdes en vue de la fécondation (procréation des êtres humains).